# Chromothripsis
Chromothripsis (aus Chromosom und altgriechisch θρίψις thrípsis, deutsch ‚zerbrechen‘) ist ein Mutationsprozess, bei dem es in einer Zelle, ausgelöst durch ein einmaliges Ereignis, zu einer Vielzahl von Umlagerungen von Chromosomenabschnitten kommt. Entdeckt wurde es 2011 in Zelllinien von Patienten mit verschiedenen Krebserkrankungen.

## Beschreibung
Der Mutationsprozess der Chromothripsis wurde erstmals 2011 in einer Veröffentlichung in der Fachzeitschrift Cell von Wissenschaftlern des Wellcome-Trust-Sanger-Instituts in Cambridge beschrieben, die es bei einem Patienten mit Chronischer lymphatischer Leukämie entdeckt hatten und auch den entsprechenden Begriff prägten. Die betroffenen Zellen dieses Patienten wiesen 42 Umlagerungen in lokalisierten Clustern auf dem langen Arm des Chromosoms 4 auf. In Zellen von weiteren untersuchten Patienten mit anderen Krebserkrankungen waren darüber hinaus auch andere Chromosomenbereiche, komplette Chromosomen oder mehrere Chromosomen gleichzeitig betroffen. Art und Verteilung der Veränderungen an den Chromosomen sprechen dafür, dass diese nicht im Rahmen eines fortschreitenden Prozesses entstanden, sondern alle die Folge des gleichen und von den Autoren als „katastrophal“ beziehungsweise als „zelluläre Krise“ bezeichneten Ereignisses sind, bei dem es zu multiplen Chromosomenbrüchen kommt. Die Autoren schätzten auf der Grundlage ihrer Ergebnisse, dass ein solches Ereignis in zwei bis drei Prozent aller Krebserkrankungen eine Rolle spielt, mit einer Häufung von bis zu einem Viertel aller Fälle von Knochentumoren. Eine später durch Forscher der Harvard University veröffentlichte Analyse von über 8000 Krebsgenomen bestätigte diese Schätzung.
Anders als es bei einer solch massiven Zerstörung der Chromosomenstruktur zu erwarten wäre, sterben von den betroffenen Zellen wahrscheinlich nicht alle durch Apoptose. Vielmehr gelingt es offenbar den Mechanismen der DNA-Reparatur in einigen Zellen, die Chromosomen teilweise wieder zusammenzusetzen, wodurch die Zelle unter Umständen überlebt. Dabei kommt es zu einer Vielzahl an Deletionen, Duplikationen, Inversionen sowie durch Translokationen zur Verschmelzung von zuvor nicht benachbarten Chromosomenabschnitten. Folge dieser Veränderungen, die durch Zellteilung weitervererbt werden, ist dann ein Verlust der Funktion von Tumorsuppressorgenen. Nach Ansicht der Erstbeschreiber tritt dieses Phänomen wahrscheinlich auf, wenn die Chromosomen während der Mitose in kondensierter Form vorliegen. Als mögliche Auslöser vermuten sie unter anderem ionisierende Strahlung oder einen Zusammenhang mit der Streckung und Stauchung der Chromosomen während der Verkürzung der Telomere an den Chromosomenenden im Rahmen der Zellteilung.
Im Jahr 2012 beschrieben Heidelberger Wissenschaftler in der Fachzeitschrift Cell, dass beim Medulloblastom, einem bösartigen frühkindlichen Tumor des Kleinhirns, Chromothripsis im Zusammenhang mit erblichen Mutationen des TP53-Gens (Li-Fraumeni-Syndrom) auftritt. Ein damit einhergehender Verlust des p53-Proteins, das auch als „Wächter des Genoms“ bezeichnet wird, ist eine mögliche Erklärung dafür, warum es in Folge von Chromothripsis trotz massiver Zerstörung der Chromosomenstruktur nicht zum Absterben der Zellen durch Apoptose oder zu einem Abbruch des Zellzyklus kommt. Für das Tumorsuppressor-Gen RB1, dessen Verlust zur Entstehung von Retinoblastomen führt, wurde Chromothripsis im Jahr 2014 als ein möglicher Mechanismus zur Inaktivierung nachgewiesen. Neben Krebserkrankungen wurde eine mit der Chromothripsis vergleichbare Form der Zerstörung von Chromosomen außerdem auch für angeborene Krankheiten beschrieben. In einem im März 2013 in der Fachzeitschrift Cell erschienenen Artikel sind mehrere Kriterien beschrieben, die zur Detektion der Chromothripsis in genomischen Daten herangezogen werden können.
Im Jahr 2015 legten mehrere Forschungsgruppen experimentelle Beweise dafür vor, dass der Mutationsprozess der Chromothripsis tatsächlich durch ein einziges katastrophales Ereignis verursacht wird. Mit Hilfe einer Kombination aus Mikroskopie und Einzelzellgenomsequenzierung von manuell isolierten Zellen konnte gezeigt werden, dass die Bildung von Kleinkernen eine Vielzahl genomischer Rearrangierungen erzeugen kann, von denen einige die bekannten Merkmale der Chromothripsis rekapitulieren. Darüber hinaus zeigten zwei Forschungsstudien, dass durch Telomer-Verkürzung erzeugte Zell-Klone das chromosomale Katastrophenmodell der Chromothripsis direkt rekapitulieren können.